# Juan Eduardo San Román
J. Eduardo San Román (Buenos Aires, el 27 de junio de 1957) es un médico argentino. Cursó sus estudios primarios y secundarios en instituciones salesianas. Estudió medicina en la Universidad de Buenos Aires y se graduó como médico en 1980.
Actualmente ocupa  el cargo de Jefe de Terapia Intensiva de Adultos del Hospital Italiano de Buenos Aires.

## Formación
Es especialista en Terapia Intensiva, título otorgado por la Sociedad Argentina de Terapia Intensiva - SATI y la Academia Nacional de Medicina, como también por la Federación Panamericana e Ibérica de Sociedades de Medicina Crítica y Terapia Intensiva, previamente desarrolló posgrados en medicina interna y cardiología.
En su formación cuenta con dos visitors  fellowships en Estados Unidos. En la Unidad de Trauma del Jackson Memorial Medical Center, en la ciudad de Miami (1991) perfeccionó sus conocimientos en la atención de pacientes politraumatizados y en la Unidad de Trasplante de Corazón y Pulmón en la Universidad de Pittsburgh se especializó en la atención de pacientes que requieren trasplante de pulmón.(1993).

## Aportes a la especialidad de terapia intensiva
San Román participa activamente en la formación de nuevos profesionales de la especialidad a través de cursos, conferencias y seminarios en congresos nacionales e internacionales. 
Su participación en sociedades científicas es prolífica y sus aportes fueron significativos en la especialidad.
Entre 1998-2000 fue presidente de la Sociedad Argentina de Medicina y Cirugía del Trauma (SAMCT). Durante su gestión se publicó el primer manual de la especialidad: “Trauma Prioridades” de Editorial Médica Panamericana, junto a prestigiosos colegas nacionales y extranjeros.
En el 2000 fue Presidente Ejecutivo del IV Congreso Argentino de Trauma, evento internacional que además contó con seminarios para el público en general vinculado a prevención de accidentes. La conferencia de cierre estuvo a cargo del Dr. Raúl Alfonsín, expresidente de la Nación, quien relató su experiencia como paciente politraumatizado.  El Dr. Alfonsín había sido atendido  por el Dr. San Román en el Hospital Italiano en 1999, en ocasión del grave accidente sufrido en el Sur y que dejara al Dr. Alfonsín en una delicada situación.
Entre 2005-2007 fue el presidente de la Sociedad Argentina de Terapia Intensiva, sociedad dedicada a la especialidad. Comenzó siendo Miembro adherente en 1983 y Miembro titular en 1990. Ocupó diferentes puestos tales como Editor Asociado de la Revista Medicina Intensiva entre 1994 y 2001; Editor Asociado del Libro “Medicina Intensiva”. Editorial Panamericana. 2ª Edición en 1995. Actualmente es Miembro titular del Comité de Investigación Clínica y del Comité de Respiratorio. Fue vicepresidente en el período 2003-2005 y en el 2005 fue presidente de esta Sociedad. 
Su labor fue dedicada a consensuar aspectos de la especialidad para lograr un currículum uniforme en todo el país partiendo de experiencias  exitosas en el exterior, tal como lo es COBATRICE. Se trata de un programa de formación basada en competencias en medicina intensiva, en Europa y otras regiones del mundo. Su objetivo es mejorar la calidad del cuidado al paciente y sus familias.
En 2005 formó parte del board del IX Congreso Mundial de Terapia Intensiva realizado en la ciudad de Buenos Aires.
En 2007 participó como disertante en el International Critical Care Conference & Exhibition - ICC en la ciudad de Dubái, Emiratos Árabes Unidos - como invitado por Latinoamérica.
En 2008 fue Presidente Ejecutivo del Congreso Argentino de Terapia Intensiva. Fue realizado en Buenos Aires, en el Hotel Hilton y contó con la participación de 15 invitados extranjeros, además de invitados nacionales. Tuvo como objetivo principal unir los conocimientos y protocolos de tratamiento de pacientes críticamente enfermos desde su detección en la emergencia hasta la solución final en la Unidad de Terapia Intensiva y cirugía. Más de 4000 profesionales de Argentina y de otros países latinoamericanos participaron en el congreso.
En 2009 asumió la Jefatura del Servicio de Terapia Intensiva del Hospital Italiano  por concurso abierto. 

## Actividad científica (Investigación clínica y epidemiológica)
El Dr. E. San Román ha publicado más de 40 artículos en revistas indexadas y no indexadas de la especialidad, como así también más de 100 abstracts presentados en diferentes congresos. Ha colaborado en la confección de capítulos de libros y programas de educación. 
Entre sus varios trabajos premiados pueden mencionarse:
- Premio otorgado por la Sociedad Argentina de Infectología. (1993). Tema: “Diagnóstico de neumonía asociada a asistencia respiratoria mecánica. Dres. Quirós R, Marchetti M, González F, Gallesio A., San Román E., de la Canal A., Clara L, Bozzo R, Bertiller V, Latorraga G, Aragone M.

- Academia Argentina de Cirugía. (1994) Tema:  Desarrollo de un Programa Experimental y Clínico de Trasplante Pulmonar. Experiencia de cuatro trasplantes unilaterales. Otorgado por la Academia Argentina de Cirugía. Vassallo B, Ruiz C, Caruso E, Bonofiglio C, Gallesio A, San Román E, De La Canal A, Prescerutti J, Dalurzo L.

- Premio otorgado por la Sociedad Argentina de Terapia Intensiva. (2000) Premio Presidente. Por su participación como  Editor Asociado en el Libro Terapia Intensiva 2 y 3 edición.

- Premio otorgado por la Sociedad Argentina de Terapia Intensiva (2008) Mención: Mejor trabajo Clínico de la especialidad. XVIII Congreso Argentino de Terapia Intensiva, III Congreso Argentino de Emergencias, Trauma y Cuidados Críticos. «Balance hídrico y uso de drogas vasoactivas como predictores de mortalidad en pacientes con injuria pulmonar aguda y síndrome de distress respiratorio agudo: Estudio multicéntrico»  V. Tomicic, E. San Román, S. Solar, P. Vargas, M. Las Heras, A. Fuentealba, S. Giannasi, C. Ugarte, R. Moreno, E. Martínez, J. Méndez, A. Umaña.

En el Hospital Italiano, a partir del año 2007 dirige junto al Servicio de Clíncia Médica la Net Sepsis que es un programa de investigación epidemiológica con seguimiento en la internación y al alta, de pacientes que han padecido sepsis pertenecientes al Plan de Salud del Hospital Italiano. Estos datos, que se encuentran en la fase final de su elaboración, ya han sido presentados en el Congreso Mundial de Medicina Interna en el 2008 y configuran un gran aporte ya que, a la fecha, no se cuenta con datos masivos en el país.
Obtuvo en el año 2007 la especialidad en Gestión y Dirección de Instituciones de Salud otorgado por la Universidad Austral cuya tesis final trata sobre Gestión del Conocimiento. 